# John Vande Velde

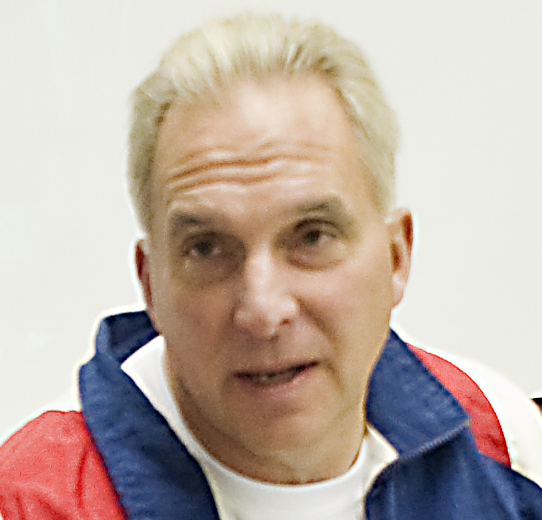
John Vande Velde (2008)

John Charles Vande Velde (* 15. November 1950 in Chicago) ist ein ehemaliger US-Bahnradsportler und Sportfunktionär. Der zweifache Olympiateilnehmer (1968 und 1972) ist der Vater von Christian Vande Velde.
Vande Velde war ursprünglich ein Schwimmsportler, wechselte aber erfolgreich zum Bahnradsport. 1968 nahm er mit dem US-Team an der Mannschaftsverfolgung der Olympischen Spiele teil, scheiterte jedoch in der Qualifikation. 1969, 1970 und 1972 wurde er US-Meister in der Einerverfolgung, zudem gewann er eine Bronzemedaille bei den Pan American Games. Bei den Olympischen Spielen 1972 scheiterte er sowohl in der Einer- wie Mannschaftsverfolgung in der Qualifikation. Nach den Olympischen Spielen 1972 wurde er Profi und konzentrierte sich auf die finanziell lukrativen Sechstagerennen.
1979 spielte er ein Mitglied der italienischen Radsportmannschaft im Film Vier irre Typen – Wir schaffen alle, uns schafft keiner.
Vande Velde ist ehemaliger Vizepräsident von US Cycling und der United States Cycling Federation sowie ehemaliges Mitglied des Bahradsportausschusses der UCI. Er ist Schatzmeister des Regionalverbandes Midwest der United States Olympians and Paralympians.
Vande Velde entwickelte eine transportable Radrennbahn, genannt „Vandedrome“, die unter anderem 1998 bei den Goodwill Games in New York zum Einsatz kam. 2004 wurde er in die United States Bicycling Hall of Fame aufgenommen.